# Rachilde

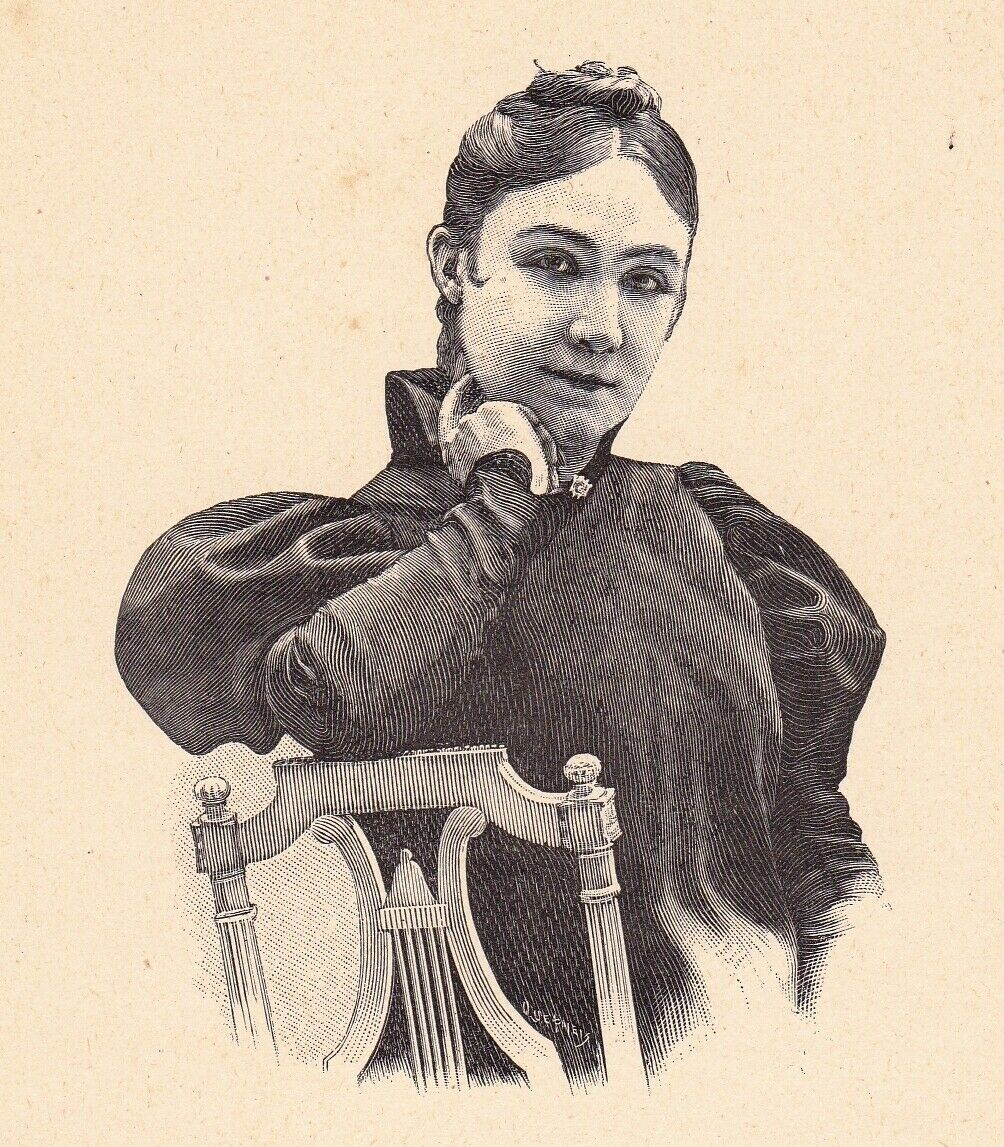
Rachilde (nach einer Fotografie von Otto Wegener, 1885)

Rachilde (* 11. Februar 1860 in der Dordogne als Marguerite Eymery; † 4. April 1953 in Paris) war eine französische Fin-de-siècle-Schriftstellerin. Sie publizierte auch unter den Pseudonymen Jean de Childra und Jean de Chibra. Ihr Ehename war Marie-Marguerite Valette.

## Leben
Als Tochter eines Offiziers, der enttäuscht war über die Geburt einer Tochter, löste sich Rachilde schon früh vom Elternhaus und heiratete den Herausgeber der Symbolisten-Revue Mercure de France Alfred Vallette. Die Frage nach der eigenen sexuellen Identität und die Beziehung der Geschlechter werden zu ihrem Lebensthema: Sie kleidet sich als Mann und reflektiert in über 60 Romanen zahlreiche Themen, darunter auch Transgeschlechtlichkeit und Frauenemanzipation. An ihren in den Räumen der von ihr mit ihrem Mann Alfred Vallette gemeinsamen herausgegebenen Literaturzeitschrift Mercure de France stattfindenden Künstlertreffen nahmen zahlreiche Pariser Autoren des Fin de Siècle teil, darunter Jules Renard, Maurice Barrès, Jules Barbey d’Aurevilly, Pierre Louÿs, Émile Verhaeren, Paul Verlaine, Jean Moréas, André Gide, Catulle Mendès, Natalie Clifford Barney, Guillaume Apollinaire, Alfred Jarry, Léon Bloy, Rémy de Gourmont, Joris-Karl Huysmans, Camille Flammarion, Stéphane Mallarmé und Oscar Wilde.
Rachilde war nicht nur als Romanautorin, sondern aus als Essayistin und Literaturkritikerin erfolgreich. Gegen Ende ihres Lebens geriet sie zusehends in Vergessenheit, wird jedoch seit einigen Jahren von der literaturwissenschaftlichen Forschung zusehends wiederentdeckt.

## Literarisches Schaffen
Rachilde gehört neben Colette, Coco Chanel und Misia Sert zu den einflussreichen Frauengestalten des französischen Fin de Siècle. Heute noch bekannt und im Zuge eines literaturwissenschaftlichen Interesses für Gender Studies und Queerness zum Teil auch in Neuauflagen wieder erhältlich sind vor allem ihre Romane Monsieur Vénus von 1884, La Marquise de Sade von 1887 und Madame Adonis von 1888.
1928 publizierte sie in einer von André Billy herausgegebenen Reihe ihren Feminismus-kritischen Essay Pourquoi je ne suis pas feministe, der 2024 in Frankreich neu aufgelegt wurde. In Deutschland wurde die ebenso provokante wie humorvolle Auseinandersetzung mit dem Feminismus der 1920er Jahre – ebenfalls 2024 – in deutscher Erstübersetzung und mit einem Vorwort der Literaturwissenschaftlerin Barbara Vinken veröffentlicht.

## Werke (Auswahl)
- Pourquoi je ne suis pas féministe (Paris, 1928). Neu aufgelegt mit einem Vorwort von Franck Javourez in Rennes: La Part Commune 2024, 124 S., ISBN 2-84418-475-8
  - Nein, ich bin keine Feministin. Mit einem Vorwort von Barbara Vinken, Übersetzung Alexandra Beilharz. Heidelberg: Flur Verlag 2024, 136 S., ISBN 978-3-98965-201-9
- Monsieur Vénus. Roman matérialiste. Brüssel, 1884
  - Monsieur Vénus. Übersetzung Alexandra Beilharz und Anne Maya Schneider. Mit einem Nachwort von Martine Reid. Ditzingen : Reclam, Philipp, 2020, ISBN 978-3-15-011287-8.
- Nono. Roman de moeurs contemporaines. Paris, 1885.
- La Marquise de Sade. Paris, 1887.
- Madame Adonis. Paris, 1888.
- Les Hors Nature. Paris, 1897. (Neuauflage Paris, Séguier 1993 ("Bibliothèque Décadente"). Hrsg. von Jean de Palacio).
- La Tour d'amour. Paris, 1899
  - Der Liebesturm. Übersetzung Berta Huber. Buchausstattung Ludwig Enders. Minden : J.C.C. Bruns, 1911?
- Der Panther. Erzählungen. Hg. und Vorwort Susanne Farin. Essay zum Werk von Max Bruns. Bouvier, Bonn 1989, ISBN 3-416-02027-8